# Cavaso del Tomba
Cavaso del Tomba este o comună din provincia Treviso, regiunea Veneto, Italia, cu o populație de 2.911 locuitori (1 ianuarie 2023) și o suprafață de 18,97 km². Se află la sud de Muntele Tomba și la mai puțin de 10 km de râul Piave.

## Demografie
Cavaso del Tomba - evoluția demografică

|  | Graficele sunt indisponibile din cauza unor probleme tehnice. Mai multe informații se găsesc la Phabricator și la wiki-ul MediaWiki. |

Date: Recensăminte sau birourile de statistică - grafică realizată de Wikipedia